# چاه بنیاد صدوق
چاه بنیاد صدوق یک منطقهٔ مسکونی در ایران است که در دهستان اسفندار واقع شده‌است.